# 南風 (1933年の映画)
『南風』（みなみかぜ）The Stranger's Returnは、1933年に制作されたアメリカの映画である。
自然と人間の営みを描いてきたキング・ヴィダー監督の作品。
34年度キネマ旬報ベストテン4位。

## キャスト
- サイラス・ストール - 85才の老農夫：ライオネル・バリモア
- ルイーズ - 孫娘：ミリアム・ホプキンス
- ガイ・クレイン - 隣の農場の持ち主：フランチョット・トーン
- サイマン - 下男：スチュアート・アーウィン
- ベアトリス - サイラスの死んだ甥の妻：ボーラ・ボンディ
- アレン・レッドフィールド - 弁護士、セルマの夫：グラント・ミッチェル
- セルマ - サイラスの妻の連れ子：アイリーン・カーライル
- ネティ・クレイン - ガイの妻：アイリーン・ハーベイ
- ウィディ - ガイの息子：タッド・アレクサンダー

## スタッフ
- 監督：キング・ビダー
- 脚色：ブラウン・ホームズ、フィル・ストング
- 原作：フィル・ストング
- 撮影：ウィリアム・H・ダニエルズ
- アソシエイト・プロデューサー：ルシアン・ハバード

## 製作
原作者のフィル・ストングは郷土文学作家で、『ステイト・フェア』(State Fair）で知られる。「ステイト・フェア」は戦前に映画化された時は「あめりか祭」、戦後にミュージカルとして再映画化された時の邦題は「ステート・フェア」である。
本作にも原作と脚本で参加した。